# Прапор Зеландії

Прапор Зеландії

Прапор Зеландії був прийнятий 14 січня 1949 року. Дизайнер Тьяллінг Аедо Йохан Віллем Схорер. Складається із семи хвилястих смуг, чотирьох синіх та трьох білих, які символізують море та постійну боротьбу з ним. У центр полотнища вміщено герб Зеландії. 

## Історія
Власні прапори у нідерландських провінцій з'явилися протягом приблизно п'ятнадцяти років після Другої світової війни. Жителям Зеландії було непросто вирішити, як має виглядати майбутній прапор. Найбільше питань викликало забарвлення: чи має він бути схожим на прапор Нідерландів або повторювати кольори герба провінції. Існували також сумніви щодо того, чи поміщати на прапор сам герб, оскільки це рідко застосовується в Нідерландах.. Зрештою Рада депутатів обрала проєкт роботи Схорера. Спочатку планувалося прийняти прапор із трьома синіми та трьома білими смугами. Схорер переконав Раду, що сім смуг виглядатимуть гармонійніше, а темні краї краще виділятимуться на тлі неба; з того часу прапор існує у нинішньому вигляді.
Зеландський прапор отримав популярність під час повені в країнах Північного моря (1953), в ході якого боротьба зеландців зі стихією опинилася в центрі світової уваги. Лев, який постає з води, став символом боротьби, страждань та міжнародної солідарності.
Прапор Зеландії ліг в основу прапора міста Льюїс в американському штаті Делавер, на місці якого в минулому розташовувалося Нові Нідерланди голландське поселення Сванендал.